# یوزپلنگ (رمان)
یوزپلنگ (به ایتالیایی: Il Gattopardo) نام یک کتاب ادبی است که توسط جوزپه تومازی دی لامپه دوزا، نویسندهٔ اهل ایتالیا نوشته شده‌است. این کتاب یکی از آثار مشهور ادبی جهان است.
جوزپه تومازی دی لامپه دوزا، آخرین بازمانده از خاندانی از شاهزادگان کوچک سیسیلی بود. او مدت‌ها در اندیشه نوشتن رمانی تاریخی درباره نیای خود، دون جولیو فابریزیو تومازی - دیگر شاهزاده لامپدوزا - بود. این اندیشه سرانجام به خلق شاهکار ادبی "پلنگ" انجامید که در سال ۱۹۵۸، یک سال پس از مرگ نویسنده منتشر شد.
تومازی با الهام از زندگی پرتلاطم نیاکان اشرافی خود، تصویری زنده و پرجزئیات از افول اشرافیت سیسیلی در دوران ریزورجیمنتو (جنبش وحدت ایتالیا) خلق کرد. شخصیت اصلی رمان، شاهزاده فابریزیو سالینا، تا حد زیادی بر اساس شخصیت دون جولیو شکل گرفته است. تومازی با نگاهی نوستالژیک و در عین حال واقع‌بینانه، گذار از نظام فئودالی به دنیای مدرن را به تصویر کشید.
نوشتن این رمان برای تومازی که خود شاهد افول خاندانش بود، نوعی بازگشت به ریشه‌ها و ادای دین به پیشینیان محسوب می‌شد. او با دقتی مورخانه، آداب و رسوم، روابط پیچیده اجتماعی و کشمکش‌های سیاسی آن دوران را بازآفرینی کرد. "پلنگ" نه تنها بازتابی از تاریخ خانواده نویسنده، بلکه تصویری گویا از تحولات بزرگ اجتماعی ایتالیای قرن نوزدهم است.
این اثر که ابتدا توسط چند ناشر رد شد، پس از انتشار به یکی از مهم‌ترین رمان‌های قرن بیستم تبدیل گردید و جایزه معتبر استرگا را در سال ۱۹۵۹ از آن خود کرد. امروزه "پلنگ" به عنوان یکی از برجسته‌ترین نمونه‌های رمان تاریخی مدرن شناخته می‌شود که از مرزهای زمان و مکان فراتر رفته است.این کتاب را انتشارات ققنوس با ترجمه نادیا معاونی ارائه کرده است.

## داستان
رمان عمدتاً در دوران ریزورجیمنتو و به ویژه در دورانی می‌گذرد که جوزپه گاریبالدی، رهبر معروف پیراهن‌قرمزها، با ارتش پرولتاریایی خود معروف به "هزار نفر" در سیسیل پیشروی می‌کرد.
داستان در مه ۱۸۶۰ آغاز می‌شود، زمانی که نیروهای گاریبالدی در سواحل سیسیل پیاده شده و به سمت داخل جزیره پیشروی می‌کنند. آنها به زودی پادشاهی دوم سیسیل را سرنگون و آن را به پادشاهی متحد ایتالیا تحت حکومت ویکتور امانوئل ملحق خواهند کرد. داستان بر خانواده اشرافی سالینا متمرکز است که سرپرستی آن بر عهده فابریزیو کوربرا، شاهزاده سالینا است.
شاهزاده فابریزیو، رئیس خانواده و حافظ آیین‌های سختگیرانه و مراسم کاتولیک رومی آن است. او از ازدواج با همسر پاک‌دین خود رضایت جسمانی ندارد و بنابراین چندین معشوقه و رقاصه دارد. او همچنین به ستاره‌شناسی آماتور علاقه دارد و زمانی که با سگ محبوبش بندیگو به شکار نمی‌رود، به این کار مشغول می‌شود. او به برادرزاده‌اش تانکردی فالكونری علاقه‌مند است که در او ویژگی‌های اشرافی می‌بیند. این علاقه زمانی کاهش می‌یابد که متوجه می‌شود تانکردی به نیروهای گاریبالدی پیوسته است.
در سفری به املاک سالینا در شهر دونافوگاتا، شاهزاده متوجه می‌شود که شهردار، دون کالوجرو سدارا، از طریق معاملات مشکوک و نفوذ سیاسی ثروتمند شده و اکنون ثروتش با ثروت سالیناها برابری می‌کند. وقتی سدارا دختر فوق‌العاده زیبای خود، آنجلیکا را معرفی می‌کند، تانکردی مجذوب او می‌شود که این موضوع دختر شاهزاده، کونچتا را که عاشق تانکردی است، ناراحت می‌کند. شاهزاده با وجود آگاهی از احساسات دخترش، اجتناب‌ناپذیر را می‌پذیرد و به ترتیب نامزدی تانکردی و آنجلیکا کمک می‌کند. این دو دوره نامزدی شاد و معصومانه‌ای را سپری می‌کنند.
به فابریزیو پیشنهاد می‌شود که سناتور دولت جدید ایتالیا شود، اما او این پیشنهاد را رد می‌کند. آنجلیکا در یک ضیافت مجلل به جامعه پالرمو معرفی می‌شود و با وجود پیشینه‌اش به راحتی در نقش کنتس آینده قرار می‌گیرد. روایت سپس دو دهه به جلو می‌پرد و شاهزاده فابریزیو را در بستر مرگ در میان خانواده‌اش نشان می‌دهد. او در حالی که دچار سکته‌های متعدد شده است، به این نتیجه می‌رسد که او آخرین شاهزاده واقعی سالیناها، آخرین پلنگ خواهد بود. پس از این درک، او زنی جوان و نقاب‌دار را می‌بیند که او را در زندگی پس از مرگ همراهی خواهد کرد.
فصل آخر در سال ۱۹۱۰ اتفاق می‌افتد. کونچتا که اکنون هفتاد ساله است، هنوز در املاک سالینا با دو خواهرش زندگی می‌کند. داستانی از یک دوست قدیمی تانکردی برای کونچتا آشکار می‌کند که او قصد داشته به او پیشنهاد ازدواج دهد و این موضوع خاطرات و انتخاب‌های زندگی او را باز تعریف می‌کند. کشیش‌ها برای بررسی آثار موجود در نمازخانه کوچک املاک بازدید می‌کنند. بیشتر آنها جعلی تشخیص داده می‌شوند و کشیش از کونچتا می‌خواهد که آنها را دور بریزد. کونچتا همراه با اشیای تقلبی، از خدمتکار می‌خواهد که بدن تاکسیدرمی شده بندیگو، سگ درگذشته را نیز دور بیندازد. لاشه خاک‌گرفته از پنجره به بیرون پرتاب می‌شود و در لحظه‌ای گذرا، زنده به نظر می‌رسد.

## عناصر تاریخی در رمان
رمان "پلنگ" تلفیقی از عناصر تاریخی و خودزندگینامه‌ای است. تومازی در نامه‌ای به دوستش بارون انریکو مرلو دی تالیاویا تصریح کرد که شخصیت "دون فابریزیو، شاهزاده سالینا در واقع همان شاهزاده لامپدوزا، نیای من جولیو فابریزیو است". اما در نامه‌ای دیگر به گویدو لایولو اعتراف کرد: "دوستانم که رمان را خوانده‌اند می‌گویند شاهزاده سالینا شباهت عجیبی به خود من دارد."

## شخصیت‌پردازی و الهام‌های تاریخی
1. شاهزاده سالینا:
- اگرچه شرایط زندگی و بسیاری از ویژگی‌های دون فابریزیو برگرفته از نیای نویسنده است، اما دیدگاه‌های او بیشتر بازتاب اندیشه‌های خود تومازی هستند.
- دیوید گیلمور در زندگینامه تومازی اشاره می‌کند که این شخصیت عمدتاً خودزندگینامه‌ای است، اما حاوی ویژگی‌هایی است که نویسنده آرزو داشته در خود می‌دیده است.
2. تانکردی:
- از نظر ظاهری و رفتاری، الهام‌گرفته از پسرخوانده تومازی، جوآکینو لانزا تومازی است.
- از نظر اخلاقی، ترکیبی از چند شخصیت تاریخی از خاندان لانزا اسپینلی است.
- برخی از اشراف سیسیلی به دلیل شباهت‌های احتمالی تانکردی و آنجلیکا با افراد واقعی، از رمان انتقاد کردند.

## مکان‌های واقعی در رمان
- شهر دونافوگاتا در واقع سانتا مارگاریتا دی بلیچه است.
- کاخ سالینا در حومه پالرمو همان ویلامپدوزا است.
- اگرچه کاخ لامپدوزا در پالرمو در رمان ظاهر نمی‌شود، اما برخی از اتاق‌های آن توصیف شده‌اند.

## نکات جالب درباره کتاب
- عنوان اصلی ایتالیایی رمان "Il Gattopardo" به معنای "گربه وحشی آفریقایی" است که اشاره به گربه‌سان کوچکی در آفریقا دارد.
- این حیوان در واقع نماد خانوادگی خاندان تومازی دی لامپدوزا است.
- عنوان انگلیسی "The Leopard" (پلنگ) اگرچه معروف شده، اما ترجمه دقیقی از عنوان اصلی نیست.
تومازی در نامه‌ای به لایولو تأکید کرد: "دون فابریزیو به طور کامل بیانگر ایده‌های من است." این اعتراف نشان می‌دهد که چگونه نویسنده از تاریخ خانوادگی خود به عنوان بستری برای بیان اندیشه‌های شخصی‌اش استفاده کرده است.